# I liga seria A polska w piłce siatkowej kobiet (1995/1996)
I liga seria A polska w piłce siatkowej kobiet 1995/1996 – 60. edycja rozgrywek o mistrzostwo polski w piłce siatkowej kobiet.

## Drużyny uczestniczące
| | I liga seria A 1995/1996 |   |      |
| --- | ------------------------ | - | ---- |
| POL | KPS Chemik Police        | 1 | PEMK |
| BIE | BKS Stal Bielsko-Biała   | 2 | PEZP |
| KRA | Wisła-Goldenmajer Kraków | 3 |      |
| MIE | Stal Mielec              | 4 |      |
| KAT | Kolejarz Katowice        | 5 |      |
| BYD | Centrostal Bydgoszcz     | 6 |      |
| | Awans z I ligi seria B   |   |      |
| KAL | Augusto Kalisz           |   |      |
| GDA | Gedania Gdańsk           |   |      |
| Oznaczenia: - kolumna pierwsza – skróty nazw drużyn wpisane na mapie (jeśli ta została zamieszczona), - kolumna trzecia – miejsce zajęte przez daną drużynę w poprzednim sezonie. |                          |   |      |

## Klasyfikacja końcowa
| Miejsce | Drużyna                  |
| ------- | ------------------------ |
| 1.      | BKS Stal Bielsko-Biała   |
| 2.      | Augusto Kalisz           |
| 3.      | KPS Chemik Police        |
| 4.      | Centrostal Bydgoszcz     |
| 5.      | Kolejarz Katowice        |
| 6.      | Gedania Gdańsk           |
| 7.      | Wisła-Goldenmajer Kraków |
| 8.      | Stal Mielec              |

     baraż z 2. zespołem serii B
     spadek do serii B